# Chris Solinsky
Chris Solinsky (Stevens Point, 5 december 1984) is een Amerikaanse atleet, die zich heeft gespecialiseerd in de middellange afstand. Hij is het bekendst door zijn Noord- en Midden-Amerikaanse record van 26.59,60 op de 10.000 m op 2 mei 2010 in Palo Alto. Daarmee is hij de eerste atleet van niet-Afrikaanse origine die de 27-minuten grens op de 10.000 m heeft doorbroken. Het record werd hem overigens in 2014 door zijn landgenoot Galen Rupp ontnomen, die op 30 mei van dat jaar tot 26.44,36 kwam.

## Biografie

### Begin van de atletiek en studie
Als student kwam Solinksy uit voor de Universiteit van Wisconsin in Madison, Wisconson. In 2005 won hij een NCAA indoortitel op de 3000 m. In de winter van 2006 verdedigde hij zijn 3000 m-titel. Ook won hij zowel in 2006 als in 2007 de NCAA outdoortitel op de 5000 m. In 2007 won hij ook nog een indoortitel op de 5000 m.

### Professionele carrière
In 2007 maakte Solinksy een succesvolle Europese tournee. In Oordegem verbeterde hij zijn persoonlijke record op 1500 m tot 3.37,27. In Sheffield bracht hij zijn 3000 metertijd op 7.36.90 en bij de Nacht van de Atletiek in Heusden-Zolder liep hij 13.12,24 over 5000 m.
In het olympische jaar 2008 miste Solinksy kwalificatie voor de Olympische Spelen van 2008 in Peking. Bij de selectiewedstrijden in Eugene liep Solinksy 13.32,17 op de 5000 m. Zijn beste tijd van het jaar op de 5000 m liep hij wederom in Heusden met 13.18,51. Aan het begin van dat jaar was Solinksy bij de wereldindoorkampioenschappen in Valencia gestrand in de series van de 3000 m met een tijd van 8.06,29.
Tijdens de Amerikaanse kampioenschappen in Eugene werd Solinksy in 2009 tweede achter zijn trainingspartner Matt Tegenkamp. Zijn tijd was 13.20,82. Eerder dat jaar liep hij in Walnut al zijn beste seizoenstijd van 13.18,41 op de 5000 m. Bij de WK atletiek in Berlijn behaalde hij een twaalfde plaats in 13.25,87.
Zijn grootste doorbraak beleefde Solinksy op 2 mei 2010 bij zijn debuut op de 10.000 m. Tijdens een poging om het Amerikaanse record op dit nummer te verbeteren bij wedstrijden in Palo Alto bleef Solinsky bijna de gehele wedstrijd in het spoor van de favoriet Galen Rupp. Met nog twee ronden te gaan zette hij zijn eindsprint in en wist daarmee de grens van 27 minuten te slechten: 26.59,60. Daarmee is hij de eerste atleet van niet-Afrikaanse origine die deze grens heeft weten te doorbreken. De Belgische Europese recordhouder Mohammed Mourhit, die dat eerder deed in 1999, is immers geboren in Marokko. Bij de Bislettgames in Oslo op 4 juni 2010 verbrak Solinksy nog een grens door op de 5000 m een tijd van 12.56,66 te realiseren.

## Titels
- NCAA kampioen 5000 m - 2006, 2007
- NCAA indoorkampioen 3000 m - 2005, 2006
- NCAA indoorkampioen 5000 m - 2007

## Persoonlijke records
Outdoor
| Onderdeel   | Prestatie        | Datum        | Plaats    |
| ----------- | ---------------- | ------------ | --------- |
| 1500 m      | 3.37,27          | 7 juli 2007  | Oordegem  |
| 1 Eng. mijl | 3.57,80          | 6 mei 2006   | Madison   |
| 3000 m      | 7.36,90          | 15 juli 2007 | Sheffield |
| 2 Eng. mijl | 8.15,77          | 8 juni 2008  | Eugene    |
| 5000 m      | 12.56,66         | 4 juni 2010  | Oslo      |
| 10.000 m    | 26.59,60 (ex-AR) | 2 mei 2010   | Palo Alto |

Indoor
| Onderdeel | Prestatie | Datum         | Plaats       |
| --------- | --------- | ------------- | ------------ |
| 3000 m    | 7.51,69   | 10 maart 2007 | Fayetteville |
| 5000 m    | 13.38,61  | 9 maart 2007  | Fayetteville |

## Palmares

### 3000 m
- 2008: 7e Wereldatletiekfinale - 8.04,78
- 2009: 6e Wereldatletiekfinale - 8.05,76

### 5000 m
Kampioenschappen
- 2009: 12e WK – 13.25,87

Diamond League-podiumplekken
- 2010:  Weltklasse Zürich – 12.56,45